# Medal „Za Zasługi dla Pożarnictwa”
Medal „Za Zasługi dla Pożarnictwa” – odznaczenie nadawane przez Prezydium Zarządu Głównego lub Prezydium Zarządu Wojewódzkiego Związku Ochotniczych Straży Pożarnych RP.

## Historia
Medal ustanowiony przez Główny Związek Straży Pożarnych RP w 1926. Zastąpił nadawany w latach 1922–1926 Srebrny Medal „Za Długoletnią, Nieskazitelną Służbę”. Nadawany był m.in. za wyróżniającą się działalność, energiczne i planowe kierownictwo, bohaterstwo i odwagę podczas akcji gaśniczych i ratowniczych. Medal w każdym stopniu mógł być nadany tej samej osobie kilkukrotnie. Nadawano go do 1939. Odznaczenie reaktywowano 18 września 1959 uchwałą Zarządu Głównego Związku Ochotniczych Straży Pożarnych.
Obecny regulamin obowiązuje na podstawie uchwały nr 16/V/2018 Zarządu Głównego Związku Ochotniczych Straży Pożarnych RP z dnia 12 września 2018 roku z mocą obowiązującą od dnia 1 stycznia 2019 roku.
ZOSP RP nadaje również dwa inne odznaczenia (Złoty Znak ZOSP RP i Medal honorowy im. Bolesława Chomicza), trzy odznaki (Strażak Wzorowy, Za wysługę lat i Młodzieżowa Drużyna Pożarnicza) oraz dwa wyróżnienia (dyplom uznania i list pochwalny).

## Charakterystyka
Medal nadawany jest za wyróżniającą się działalność na rzecz ochrony przeciwpożarowej. Mogą być nim odznaczone osoby, instytucje i organizacje w tym OSP, ich członkowie oraz działacze Związku OSP RP.
Podzielony jest na trzy stopnie:
- I stopień – Złoty Medal „Za Zasługi dla Pożarnictwa”,
- II stopień – Srebrny Medal „Za Zasługi dla Pożarnictwa”,
- III stopień – Brązowy Medal „Za Zasługi dla Pożarnictwa”[2].

Medal przyznaje Prezydium Zarządu Głównego ZOSP RP z własnej inicjatywy lub na wniosek prezydium zarządu wojewódzkiego ZOSP RP:
1. ochotniczym strażom pożarnym
2. oddziałom Związku OSP RP,
3. strażakom i pracownikom cywilnym Państwowej Straży Pożarnej
4. osobom, instytucjom i organizacjom szczebla centralnego współpracującym i wspomagającym Związek OSP RP w realizacji celów statutowych,
5. cudzoziemcom, a w tym przedstawicielom współpracujących ze Związkiem OSP RP zagranicznych organizacji pożarniczych (ratowniczych),

a także prezydium zarządu oddziału wojewódzkiego Związku OSP RP z własnej inicjatywy, na wniosek OSP, lub prezydium zarządu oddziału niższego stopnia Związku OSP RP, pozytywnie zaopiniowany przez prezydia zarządów oddziałów ZOSP RP wyższego stopnia:
1. członkom Ochotniczych Straży Pożarnych,
2. działaczom Związku OSP RP,
3. funkcjonariuszom i pracownikom cywilnym Państwowej Straży Pożarnej,
4. wspomagającym Ochotnicze Straże Pożarne i oddziały Związku w wykonywaniu zadań ratowniczych oraz realizacji celów Związku,
5. pracownikom Związku OSP RP[2].

Warunkiem nadania Brązowego Medalu członkowi jednostki operacyjno-technicznej (zespołu ratowniczego) OSP biorącemu bezpośredni udział w działaniach ratowniczych jest posiadanie odznaki „Strażak Wzorowy” od co najmniej 3 lat, a osobom, instytucjom, organizacjom po okresie co najmniej 5-letniej działalności lub współpracy z OSP lub Związkiem OSP RP. Pozostali członkowie OSP mogą mieć nadany medal po co najmniej 5 latach działalności od osiągnięcia pełnoletniości. Warunkiem nadania odznaczenia wyższego stopnia jest posiadanie odznaczenia niższego stopnia przez co najmniej 5 lat. Przy nadawaniu medalu zachowuje się kolejność w stopniach. Złoty możne być nadany osobie fizycznej dwukrotnie, natomiast instytucjom, organizacjom, oddziałom Związku i OSP tylko jeden raz.
Ochotnicze Straże Pożarne charakteryzujące się aktywną działalnością mogą być przewidziane do uhonorowania Medalem „Za Zasługi dla Pożarnictwa”. Klasa medalu odpowiada jubileuszowi:
- 25 lat – medal brązowy,
- 50 lat – medal srebrny,
- 75 lat – medal złoty.

Osoba wyróżniona otrzymuje medal i legitymację lub dyplom, potwierdzającą jego nadanie.
Medal nosi się na lewej stronie piersi, rozmieszczony(e) symetrycznie 5,5 cm powyżej lewej klapy górnej kieszeni kurtki mundurowej. Należy umieszczać je w linii poziomej, wedle starszeństwa polskich odznaczeń, przy czym nosi się tylko najwyższy stopień medalu.

## Opis odznaki
Medal ma kształt krążka o średnicy 30 mm, z krawędzią o szerokości 1 mm, wykonanego z metalu odpowiedniego koloru; złotego, srebrnego lub brązowego. Na awersie medalu wykonana jest w płaskorzeźbie postać kobiety symbolizująca grecką boginię domowego ogniska i świętego, wiecznego ognia, Hestię (odpowiednik rzymskiej bogini Westy), stojącą na liściach laurowych, opartej jedną ręką na tarczy z pochodnią. W drugiej ręce trzyma liść wawrzynu nad napisem ZA ZASŁUGI DLA POŻARNICTWA. Na rewersie znajduje się orzeł jagielloński oparty na skrzyżowanych toporkach w obramowaniu wieńca szerokości 3 mm, ze stylizowanych liści laurowych. W górnej części w półkolu napis: ZW. OCHOTNICZYCH STRAŻY POŻARNYCH RP.
Medal noszony jest na białej wstążce szerokości 36 mm z czerwonym paskiem o szerokości 16 mm, umieszczonym symetrycznie pośrodku białej wstążki.
Baretka jest w kolorach wstążki, z tym, że dla II stopnia na czerwonym polu, pośrodku – pionowe przeszycie srebrną nitką, a dla III stopnia na czerwonym polu, pośrodku – przeszycie złotą nitką.

## Liczba nadań
Nadania przez Prezydium Zarządu Głównego ZOSP RP:
| Rok  | po raz drugi |     |
| ---- | ------------ | --- |
| 2010 | 290          | 424 |
| 2011 | 361          | 392 |
| 2012 | 128          | 214 |
| 2013 | 344          | 322 |
| 2014 | 323          | 229 |
| 2015 | 385          | 283 |
| 2016 | 418          | 299 |

Na podstawie sprawozdań z działalności stowarzyszenia ZOSP RP.